# Svevi del Danubio
Gli svevi del Danubio costituiscono un gruppo di etnia tedesca originatosi dallo stabilimento di coloni tedeschi nell'Europa centro-orientale e del centro-sud-est durante il XVIII secolo per sostituire la popolazione originale sterminata dall'Impero ottomano. Il termine nacque nel 1920 per descrivere i molti "svevi" che vivevano nella regione meridionale del Danubio, in Ungheria, Jugoslavia e Romania (esclusi gli austriaci, i Sassoni di Transilvania e altri tedeschi di Romania).

## Storia
Agli svevi del Danubio appartengono i tedeschi d'Ungheria, gli svevi di Satu Mare, gli svevi del Banato ed i tedeschi di Jugoslavia, ad eccezione di quelli della Stiria slovena e dei tedeschi di Kočevje nel ducato di Carniola.
Durante la seconda guerra mondiale, la Germania nazista reclutò una divisione da montagna delle Waffen-SS principalmente tra gli svevi del Danubio: la 7. SS-Freiwilligen-Gebirgs-Division "Prinz Eugen", che combatté dal 1942 al 1945 sul fronte jugoslavo mostrando aggressività e combattività ma anche un comportamento violento e brutale verso prigionieri e civili.

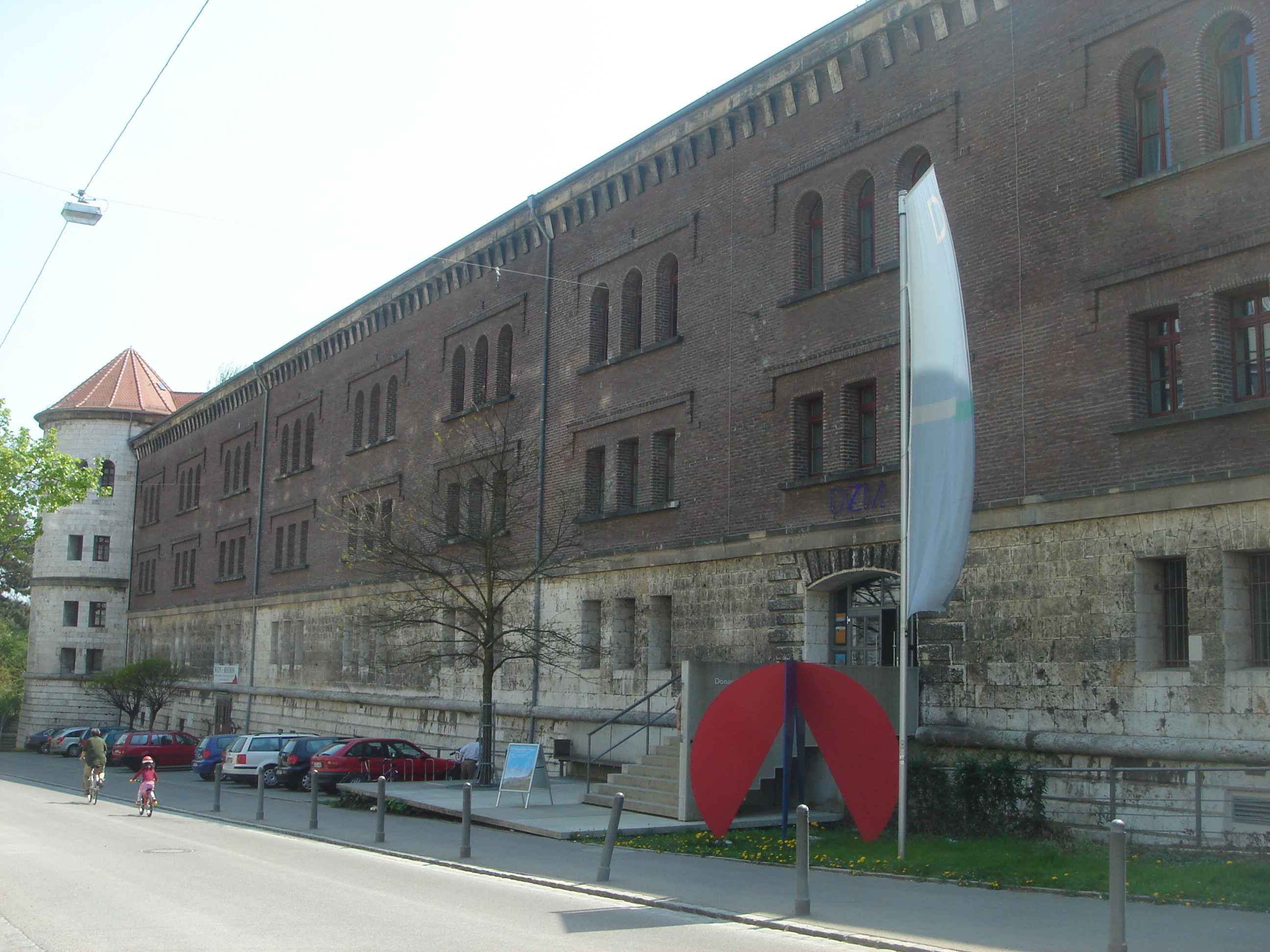
Donauschwäbisches Zentralmuseum (Museo Centrale della storia degli Svevi del Danubio) a Ulm
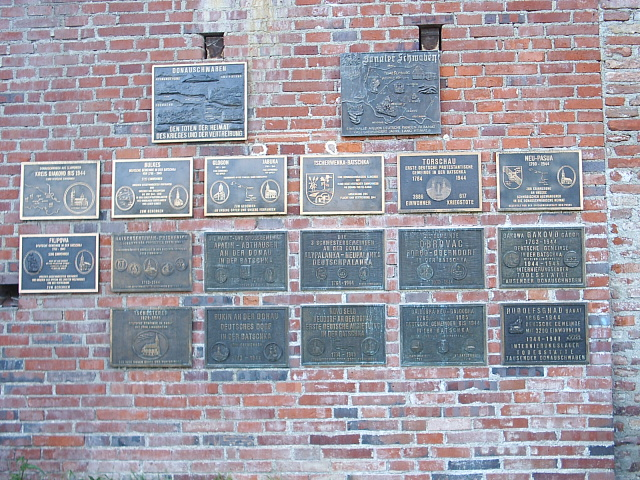
Targa commemorativa dei villaggi di lingua tedesca presenti lungo il fiume Danubio prima della seconda guerra mondiale
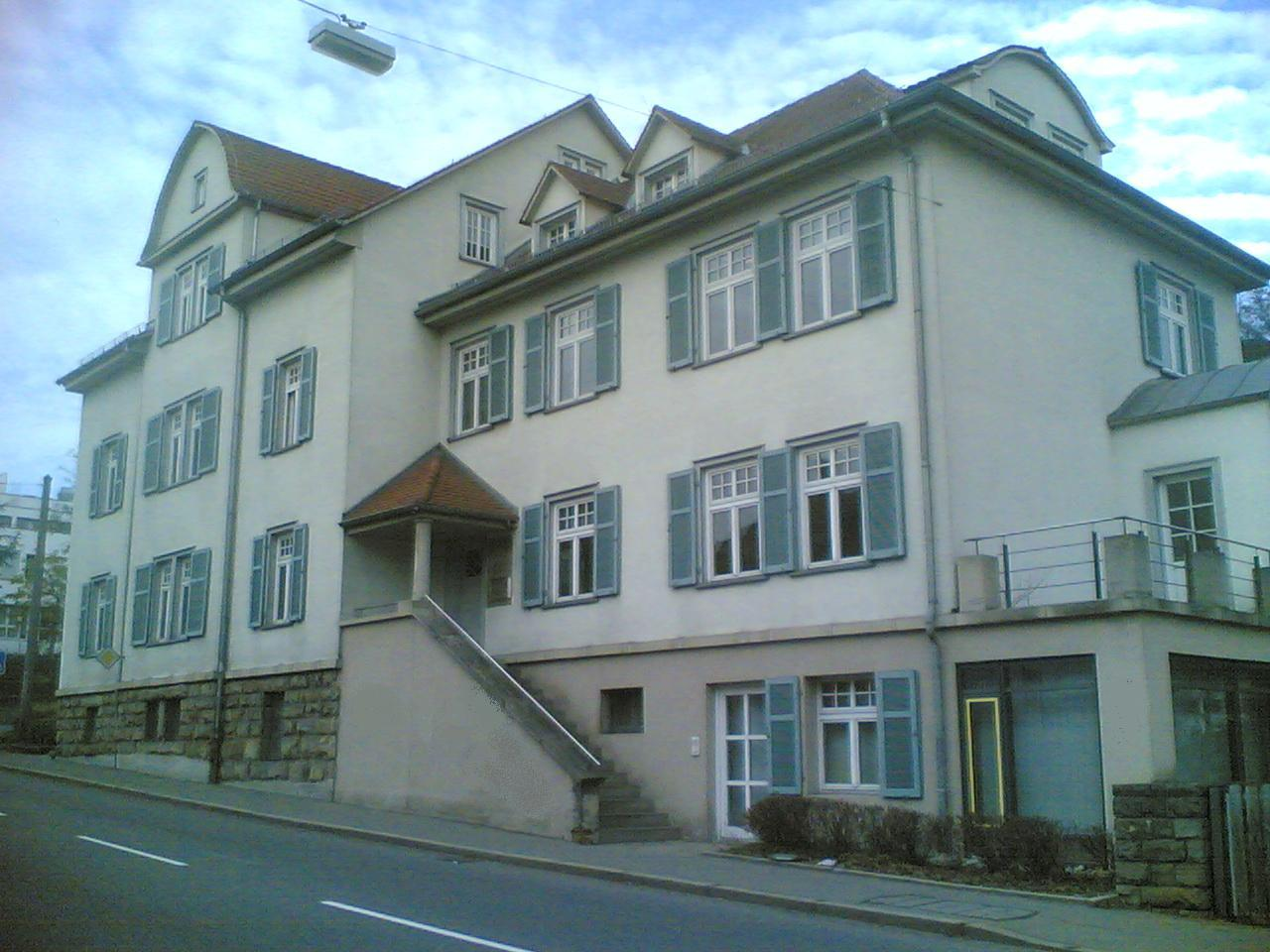
Institut für donauschwäbische Geschichte und Landeskunde (Istituto per la Storia e la Civiltà degli Svevi del Danubio) a Tubinga
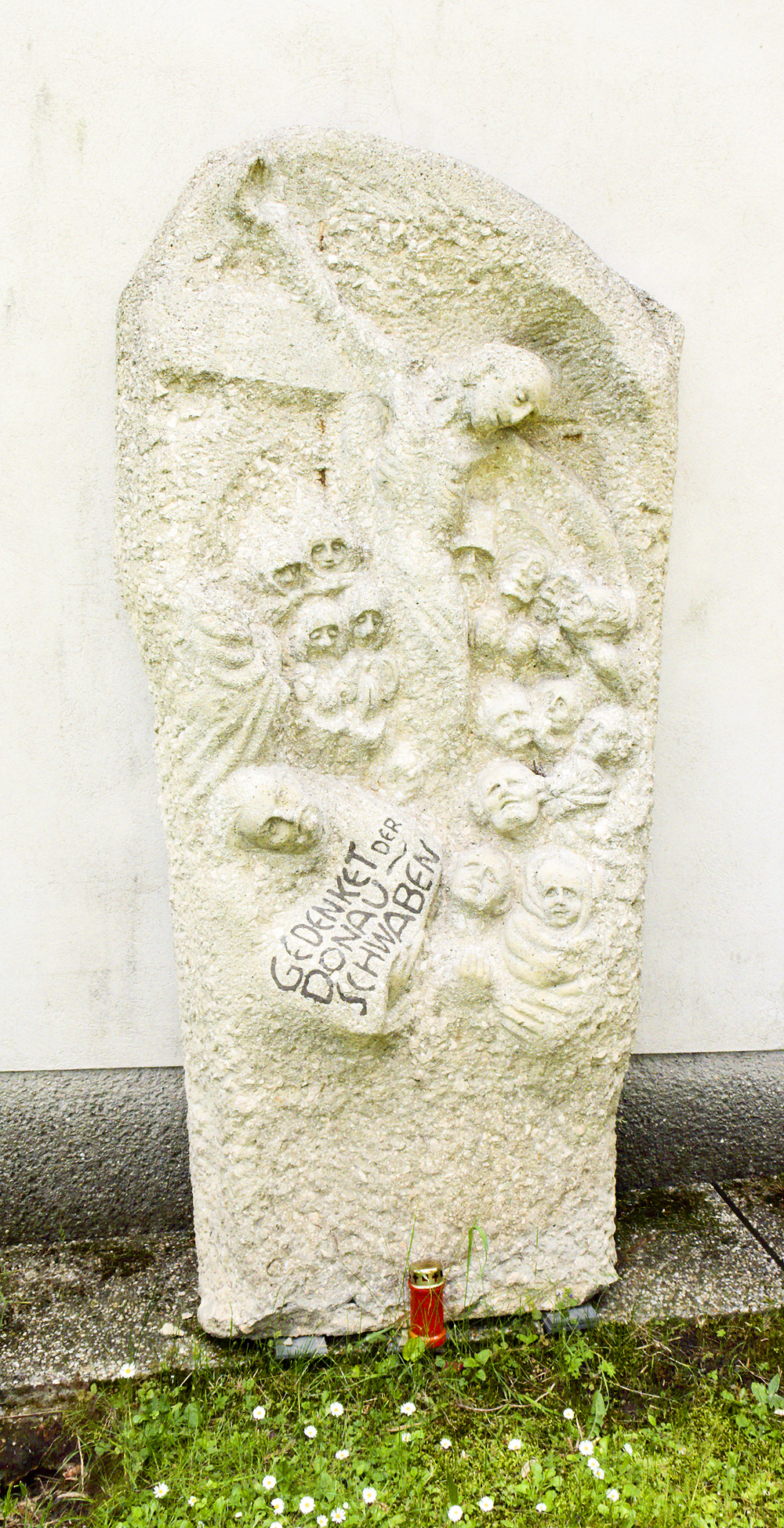
Monumento Commemorativo a Vienna

## Svevi del Danubio famosi
- Simon Hantaï, artista ungherese naturalizzato francese.
- Hansi Muller, ex calciatore tedesco.